# Kosmopolityzm

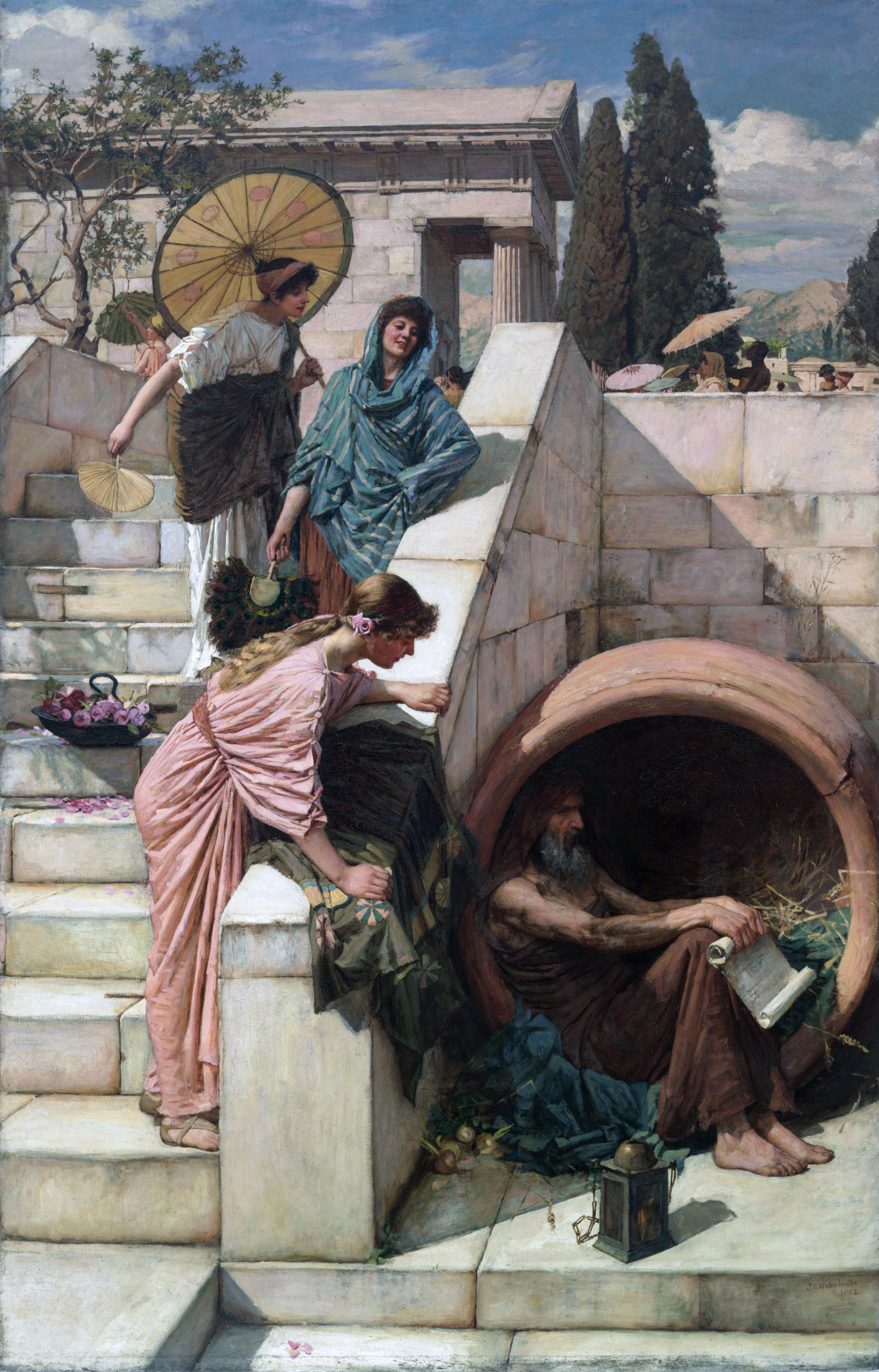
Diogenes − „obywatel świata”

Kosmopolityzm (z gr. kosmos „świat”, polis „miasto” i ismos „pogląd”) – pogląd wyrażający brak podlegania podziałom kulturowo-politycznym i terytorialnym, lecz zarazem szanujący te podziały i stosujący się do reguł panujących na danym terytorium. Zwolennicy kosmopolityzmu uważają za swoją ojczyznę nie kraj czy inny sformalizowany obszar, ale cały świat niezależnie od pochodzenia. Dążą oni do politycznej i społecznej jedności świata, wolnego od podziałów i konfliktów, stopionego w jedną wspólnotę ogólnoludzką.
„Jestem obywatelem świata”, taka miała być odpowiedź Diogenesa na pytanie, gdzie jest jego kraj ojczysty. Od użytego w tym wyrażeniu greckiego słowa kosmopolites pochodzi wyraz kosmopolita. Sokrates miał powiedzieć podobnie, że należy nie do Aten ani do Grecji, lecz do świata. Kosmopolityzm propagowali później stoicy. Seneka Młodszy w liście do Lucyliusza pisał, że cały świat jest jego ojczyzną (łac. patria mea totus hic mundus est).
W krajach bloku wschodniego zarzut domniemanego „kosmopolityzmu” bywał w pewnych okresach używany do dezawuowania przeciwników politycznych, jako przeciwieństwo do popieranego przez władze internacjonalizmu.
Współcześnie kosmopolityzm jest promowany między innymi przez globalistów, część anarchistów i trockistów oraz pewne nowe ruchy religijne takie jak Ananda Marga.